# 아라바트 자베예프
아라바트 자베예프(독일어: Arawat Sabejew 1968년 9월 24일~) 또는 아라바트 세르게예비치 사베예프(독일어: Арава́т Серге́евич Сабе́ев)는  독일의 레슬링 선수, 지도자, 정치인이다. 1996년 하계 올림픽에서 남자 자유형 헤비급 동메달을 획득했으며 세계 선수권 대회에서 금메달 1개, 은메달 1개, 유럽 선수권 대회에서 금메달 3개, 은메달 1개, 동메달 1개를 획득했다.